# Kepler-4
Kepler-4 – żółty karzeł typu widmowego G znajdujący się w gwiazdozbiorze Smoka. W 2010 wykryto za pomocą Kosmicznego Teleskopu Keplera krążącą wokół gwiazdy planetę Kepler-4b typu gorący neptun.